# カロリーネ・ツー・ザイン＝ヴィトゲンシュタイン

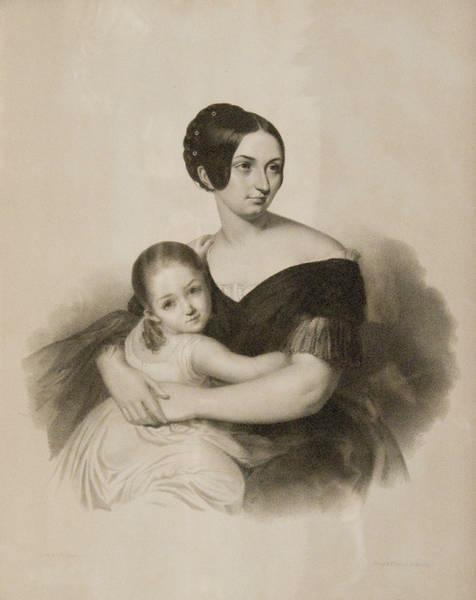
カロリーネと一人娘のマリー、1840年頃

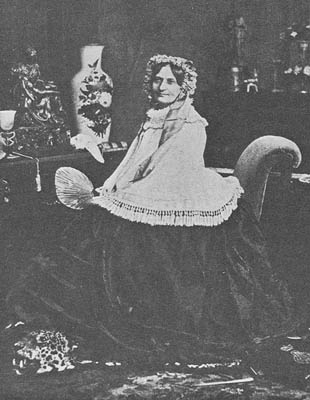
晩年のカロリーネ、1876年

カロリーネ・エリーザベト・フュルスティン・ツー・ザイン＝ヴィトゲンシュタイン＝ベルレブルク＝ルートヴィヒスブルク（独:Carolyne Elisabeth Fürstin zu Sayn-Wittgenstein-Berleburg-Ludwigsburg, 1819年2月7日 - 1887年3月10日）は、帝政ロシアのドイツ系上級貴族ザイン＝ヴィトゲンシュタイン＝ルートヴィヒスブルク家の侯子ニコラウスの妻。結婚前の姓名はカロリーナ・エルジュビェタ・イヴァノフスカ（波:Karolina Elżbieta Iwanowska）といった。作曲家フランツ・リストの終生の伴侶として知られる。

## ロシア貴族の妻
裕福なポーランド人貴族のピョトル・イヴァノフスキ（Piotr Iwanowski）とその妻パウリーナ・ポドフスカ（Paulina Podowska）の間の娘として、ガリツィア（当時はオーストリア帝国領）のモナステジスカ（現在のウクライナ領テルノーピリ州モナスティリシカ）に生まれた。両親によって厳格なカトリック教育を受け、想像力豊かだが強情な性格に育った。幼い頃から多くの書物を読み、若い頃から確固たる考え方の持ち主だった。12人もの家庭教師が入れ代わり立ち替わりカロリーネを従順な娘に変えようとしたが、無駄だった。
1836年4月26日にヴォロニンツェにおいて、ザイン＝ヴィトゲンシュタイン＝ルートヴィヒスブルク家の侯子ニコラウス（1812年 - 1864年）と結婚した。ニコラウスはドイツ出身のロシア元帥ピョートル・ヴィトゲンシュテイン侯爵の末息子で、当時はキエフ県知事の副官としてウクライナ地方に赴任していた。カロリーネは良縁を望む父親の願いを聞き入れてこの結婚に踏み切った。しかし夫妻は結婚後1年で別居し、カロリーネは相続した南ウクライナのヴォロニンツェの所領にひきこもった。彼女はこの地でひたすら知的・宗教的関心を慰める生活を送り、文学や哲学を研究し、そして所領の経営に専念した。
カロリーネと夫ニコラウスとの結婚生活は初めから上手くいかなかった。もともと性格的にそりが合わなかったうえ、カロリーネがきわめて教養深く、音楽的な関心を有している一方で、ニコラウスはそうした知性や趣味を持ち合わせなかった。しかし田舎の孤独な生活は、カロリーネの社交生活への欲求を満たすことは出来なかった。

## リストとの出会い
カロリーネは1847年、キエフのチャリティコンサートで作曲家フランツ・リストと知り合った。カロリーネはリストの音楽的才能に深く感激し、リストの『ダンテ交響曲』の劇場演奏の実現についての計画に、人脈的にも経済的にも支援を惜しまないことを約束した。この交流を通じて2人はだんだんと親密になっていった。リストが2度ほどヴォロニンツェを訪問した後にキエフを去ると、カロリーネは自身の所領を100ルーブルで売りに出し、1848年4月に一人娘を連れて大わらわでロシアを出国し、フェリックス・フォン・リヒノフスキー侯爵の所領に滞在していたリストの元に走った。2人はこの一連の流れの間に男女の関係になった。
リストはこのときマリー・ダグー伯爵夫人（彼女との間にはコジマ・ワーグナーなど3人の子供がいた）との関係を清算したばかりだったが、自分を追ってきた侯爵夫人カロリーネの愛に報いた。2人はそのままリストが宮廷楽長として招聘されていたザクセン大公国の首都ヴァイマルに移住した。ヴァイマル郊外のアルテンブルクでの13年間の同居生活のあいだ、カロリーネはリストをあらゆる面で援助し、支え続けた。
カロリーネのリストに対する影響力の大きさに関しては、歴史家たちの間で議論が続いている。一説によれば、リストが発表したフレデリック・ショパンの伝記の本当の著者は、カロリーネだったと言われる。確実なのは、カロリーネがリストの数多くの作曲にインスピレーションを与えたこと、そして新たな生き方の方向性を指し示したことである。それ以前のリストはさすらいの旅を続け、多くの女性との情事を楽しみ、勤勉な作曲家というよりは魔人めいた巨匠というおもむきであったが、カロリーネに出会ってからは明晰な考え方をする生真面目な仕事人間に変貌した。
日曜日ごとに行われるマチネでは、リストはカロリーネの呼んだ芸術家たちと親しく交流した。リストはリヒャルト・ワーグナーやエクトル・ベルリオーズとの演奏を楽しんだ。カロリーネはベルリオーズとは特に仲が良く、ベルリオーズは侯爵夫人に『トロイアの人々』を献呈したと言われる。

## 結婚問題
カロリーネとリストは芸術愛好家でヨーロッパ全土に大きな影響力のあるザクセン大公未亡人マリヤ・パヴロヴナの後援を受けていたにもかかわらず、その内縁関係のために人々から嫌われていた。正式な婚姻関係にない男女関係は当時の社会では異常と見なされており、そのため2人は実際の結婚を急いだ。ロシアに住んでいた夫のニコラウスは最初は離婚を拒んだものの、経済的に苦しくなると、財産分与を当て込んで離婚に乗り気になった。カロリーネとニコラウスは1855年、プロテスタントおよび正教会の教会法に則って、至極円満に離婚した。ニコラウスは2年後の1857年に再婚している。
カロリーネとニコラウスの間の一人娘であったマリー（1837年 - 1920年）は、生まれてからずっと母親の手許におり、母に連れられてリストと一緒に暮らしていた。マリーは1859年にホーエンローエ＝シリングスフュルスト家の侯子コンスタンティンと結婚した。
双方とも信心深いカトリック信徒だったカロリーネとリストは、結婚のための全ての障害を清算すべく、最後にカロリーネの結婚について教皇庁から婚姻の無効を宣言してもらうことにした。カロリーネは1860年5月にローマに行き、翌1861年9月24日に婚姻無効を成立させた。カロリーネはすぐにローマ市内のサント・カルロ・アル・コルソ教会で結婚の準備を始め、リストの50歳の誕生日である1861年10月22日に婚礼を挙げようとした。リストも1861年秋にはヴァイマルからローマへやってきていた。ところが最後の最後になって、リストと縁続きになるのを嫌ったザイン＝ヴィトゲンシュタイン侯爵家がこの結婚に異議を申し立てたため、教皇ピウス9世が婚姻無効の差し戻しを言い渡し、こうして結婚話は水泡に帰した。ザイン＝ヴィトゲンシュタイン侯爵家は、「移民」の「外国人」を結局認めなかったのである。
結婚計画の挫折により、2人の仲は急速に冷却していった。カロリーネの心は神秘主義へと傾倒していき、一方で高齢にさしかかったリストの方も1865年、下級聖職者として叙階を受けた。下級聖職者の叙階は純潔の誓いを必要としなかったが、リストとカロリーネは2度と同衾することはなかった。カロリーネはローマのバブイーノ通りにある邸宅で、彼女の死後に発表されることになる著作を執筆しつつ、神学的な研究や宗教的な鍛錬に余生を捧げた。
リストとは1886年に死別するまで手紙でのやりとりがあった。リストの死の翌年の1887年にローマで死去し、同市内のカンポ・サント・テウトニコ（ドイツ人墓地）に葬られた。

## フィクション
- わが恋は終りぬ - 1960年制作のリストの伝記映画。キャプシーヌがカロリーネを演じた。